# Serbia y Montenegro en la Copa Mundial de Fútbol de 2006
La selección de Serbia y Montenegro es uno de los 32 países participantes de la Copa Mundial de Fútbol de 2006, realizada en Alemania.
Esta selección, considerada por la FIFA como sucesora de la selección de Yugoslavia existente hasta 1992 y que alcanzó grandes éxitos en pasadas ediciones del torneo, clasificó a la fase final de la Copa Mundial al obtener el primer lugar del Grupo 9 de las clasificatorias de la UEFA relegando a España, una de las favoritas. Además, alcanzó un impresionante resultado de sólo un gol en contra en un total de 10 partidos disputados, la cifra más baja de todos los clasificados al campeonato.
Sin embargo, esta efectividad no se reflejó en su participación. Ubicada en el Grupo C, considerado como el Grupo de la muerte, Serbia y Montenegro debió enfrentar a Argentina, Costa de Marfil y los Países Bajos. Serbia y Montenegro fue derrotada en sus tres partidos y obtuvo el último lugar del torneo.
Esta fue la "última participación" en un torneo internacional de la selección bajo este nombre, luego de que Montenegro se independizara el 3 de junio de 2006. La selección de Serbia y Montenegro será sucedida por la selección de Serbia.

## Clasificación

### Grupo 7
| Pos. | Equipo               | Pts. | PJ | G | E | P  | GF | GC | Dif. | Clasificación |     | SCG | ESP | BIH | BEL | LTU | SMR |
| ---- | -------------------- | ---- | -- | - | - | -- | -- | -- | ---- | ------------- | --- | --- | --- | --- | --- | --- | --- |
| 1    | Serbia y Montenegro  | 22   | 10 | 6 | 4 | 0  | 16 | 1  | +15  | Clasificado   |     | —   | 0–0 | 1–0 | 0–0 | 2–0 | 5–0 |
| 2    | España               | 20   | 10 | 5 | 5 | 0  | 19 | 3  | +16  | Playoff       |     | 1–1 | —   | 1–1 | 2–0 | 1–0 | 5–0 |
| 3    | Bosnia y Herzegovina | 16   | 10 | 4 | 4 | 2  | 12 | 9  | +3   |               |     | 0–0 | 1–1 | —   | 1–0 | 1–1 | 3–0 |
| 4    | Bélgica              | 12   | 10 | 3 | 3 | 4  | 16 | 11 | +5   |               | 0–2 | 0–2 | 4–1 | —   | 1–1 | 8–0 |     |
| 5    | Lituania             | 10   | 10 | 2 | 4 | 4  | 8  | 9  | −1   |               | 0–2 | 0–0 | 0–1 | 1–1 | —   | 4–0 |     |
| 6    | San Marino           | 0    | 10 | 0 | 0 | 10 | 2  | 40 | −38  |               | 0–3 | 0–6 | 1–3 | 1–2 | 0–1 | —   |     |

 Fuente: 

## Jugadores
| #     | Nombre             | Posición      | Edad | PJ Sel | Club                      |
| ----- | ------------------ | ------------- | ---- | ------ | ------------------------- |
| 1     | Dragoslav Jevrić   | Portero       | 31   | 40     | Ankaraspor                |
| 2     | Ivan Ergić         | Mediocampista | 25   | 1      | Basilea                   |
| 3     | Ivica Dragutinović | Defensa       | 30   | 26     | Sevilla                   |
| 4     | Igor Duljaj        | Mediocampista | 26   | 37     | Shakhtar Donetsk          |
| 5     | Nemanja Vidić      | Defensa       | 24   | 20     | Manchester United         |
| 6     | Goran Gavrančić    | Defensa       | 27   | 25     | Dínamo de Kiev            |
| 7     | Ognjen Koroman     | Defensa       | 27   | 25     | Portsmouth                |
| 8     | Mateja Kežman      | Delantero     | 27   | 47     | Atlético de Madrid        |
| 9     | Savo Milošević     | Delantero     | 32   | 98     | Osasuna                   |
| 10    | Dejan Stanković    | Mediocampista | 27   | 58     | Inter de Milán            |
| 11    | Predrag Đorđević   | Mediocampista | 34   | 34     | Olympiacos                |
| 12    | Oliver Kovačević   | Portero       | 31   | 3      | CSKA Sofia                |
| 13    | Dušan Basta        | Defensa       | 21   | 2      | Estrella Roja de Belgrado |
| 14    | Nenad Đorđević     | Defensa       | 26   | 15     | Partizan Belgrado         |
| 15    | Milan Dudić        | Defensa       | 26   | 11     | Estrella Roja de Belgrado |
| 17    | Albert Nađ         | Mediocampista | 31   | 42     | Partizan Belgrado         |
| 18    | Zvonimir Vukić     | Mediocampista | 26   | 25     | Partizan Belgrado         |
| 19    | Nikola Žigić       | Delantero     | 25   | 11     | Estrella Roja de Belgrado |
| 20    | Mladen Krstajić    | Defensa       | 32   | 45     | Schalke 04                |
| 21    | Danijel Ljuboja    | Mediocampista | 27   | 15     | Stuttgart                 |
| 22    | Saša Ilić          | Mediocampista | 28   | 32     | Galatasaray               |
| 23    | Vladimir Stojković | Portero       | 22   | 0      | Nantes                    |
| D. T. | Ilija Petković     |               |      |        |                           |

Mirko Vučinić sufrió una lesión y fue reemplazado en la lista por Dusan Petković. Sin embargo, tras acusaciones de nepotismo, el director técnico decidió no convocar a su hijo, por lo que Serbia y Montenegro solamente presentó 22 jugadores.

## Participación

### Enfrentamientos previos
| Fecha                   | Lugar    | Partido             | Partido                        | Partido   | Partido                  | Partido       |
| ----------------------- | -------- | ------------------- | ------------------------------ | --------- | ------------------------ | ------------- |
| 13 de noviembre de 2005 | Nankín   | Serbia y Montenegro | Bandera de Serbia y Montenegro | 2:0 (0:0) | Bandera de China         | China         |
| 16 de noviembre de 2005 | Seúl     | Serbia y Montenegro | Bandera de Serbia y Montenegro | 0:2 (0:1) | Bandera de Corea del Sur | Corea del Sur |
| 1 de marzo de 2006      | Radès    | Serbia y Montenegro | Bandera de Serbia y Montenegro | 1:0 (1:0) | Bandera de Túnez         | Túnez         |
| 27 de mayo de 2006      | Belgrado | Serbia y Montenegro | Bandera de Serbia y Montenegro | 1:1 (1:0) | Bandera de Uruguay       | Uruguay       |

### Primera fase
| Equipo              | Pts | PJ | PG | PE | PP | GF | GC | Dif |
| ------------------- | --- | -- | -- | -- | -- | -- | -- | --- |
| Argentina           | 7   | 3  | 2  | 1  | 0  | 8  | 1  | +7  |
| Países Bajos        | 7   | 3  | 2  | 1  | 0  | 3  | 1  | +2  |
| Costa de Marfil     | 3   | 3  | 1  | 0  | 2  | 5  | 6  | −1  |
| Serbia y Montenegro | 0   | 3  | 0  | 0  | 3  | 2  | 10 | −8  |

| 11 de junio de 2006, 15:00 | Países Bajos | 1:0 (1:0) | Serbia y Montenegro | Zentralstadion, Leipzig                                            |                                                                    |
|                            | Robben 18'   | Reporte   |                     | Asistencia: 37 216 espectadores Árbitro(s): Markus Merk (Alemania) | Asistencia: 37 216 espectadores Árbitro(s): Markus Merk (Alemania) |

| 16 de junio de 2006, 15:00 | Serbia y Montenegro | 0:6 (0:3) | Argentina                                                              | Arena AufSchalke, Gelsenkirchen                                      |                                                                      |
|                            |                     | Reporte   | Rodríguez 6', 41' · Cambiasso 31' · Crespo 78' · Tévez 84' · Messi 88' | Asistencia: 52 000 espectadores Árbitro(s): Roberto Rosetti (Italia) | Asistencia: 52 000 espectadores Árbitro(s): Roberto Rosetti (Italia) |

| 21 de junio de 2006, 21:00 | Serbia y Montenegro  | 2:3 (2:1) | Costa de Marfil                              | Allianz Arena, Múnich                                                |                                                                      |
|                            | Žigić 10' · Ilić 20' | Reporte   | Dindane 37' (pen), 67' · B. Kalou 86' (pen.) | Asistencia: 66 000 espectadores Árbitro(s): Marco Rodríguez (México) | Asistencia: 66 000 espectadores Árbitro(s): Marco Rodríguez (México) |

### Participación de jugadores
| #  | Nombre             | Posición      | PJ | Min |    | Asist | Tiros  | Faltas |   |   |
| -- | ------------------ | ------------- | -- | --- | -- | ----- | ------ | ------ | - | - |
| 2  | Ivan Ergić         | Defensa       | 2  | 135 | 0  | 0     | 0      | 2-1    | 0 | 0 |
| 3  | Ivica Dragutinović | Defensa       | 1  | 90  | 0  | 0     | 0      | 2-2    | 1 | 0 |
| 4  | Igor Duljaj        | Mediocampista | 3  | 270 | 0  | 0     | 0      | 4-9    | 1 | 0 |
| 5  | Nemanja Vidić      | Defensa       | 0  | 0   | 0  | 0     | 0      | 0-0    | 0 | 0 |
| 6  | Goran Gavrančić    | Defensa       | 3  | 270 | 0  | 0     | 1      | 6-3    | 2 | 0 |
| 7  | Ognjen Koroman     | Mediocampista | 2  | 97  | 0  | 0     | 2      | 3-4    | 2 | 0 |
| 8  | Mateja Kežman      | Mediocampista | 2  | 130 | 0  | 0     | 1      | 3-6    | 0 | 1 |
| 9  | Savo Milošević     | Delantero     | 3  | 138 | 0  | 0     | 6      | 3-7    | 0 | 0 |
| 10 | Dejan Stanković    | Mediocampista | 3  | 270 | 0  | 1     | 4      | 6-7    | 1 | 0 |
| 11 | Predrag Đorđević   | Mediocampista | 3  | 270 | 0  | 0     | 2      | 8-2    | 0 | 0 |
| 13 | Dušan Basta        | Delantero     | 0  | 0   | 0  | 0     | 0      | 0-0    | 0 | 0 |
| 14 | Nenad Đorđević     | Defensa       | 2  | 132 | 0  | 0     | 0      | 0-0    | 0 | 0 |
| 15 | Milan Dudić        | Mediocampista | 2  | 180 | 0  | 0     | 0      | 0-3    | 1 | 0 |
| 17 | Albert Nađ         | Delantero     | 3  | 165 | 0  | 0     | 0      | 5-2    | 3 | 1 |
| 18 | Zvonimir Vukić     | Delantero     | 1  | 21  | 0  | 0     | 0      | 1-0    | 0 | 0 |
| 19 | Nikola Žigić       | Delantero     | 2  | 111 | 1  | 0     | 3      | 3-7    | 0 | 0 |
| 20 | Mladen Krstajić    | Mediocampista | 3  | 195 | 0  | 0     | 1      | 0-3    | 1 | 0 |
| 21 | Danijel Ljuboja    | Mediocampista | 2  | 65  | 0  | 0     | 0      | 1-0    | 0 | 0 |
| 22 | Saša Ilić          | Defensa       | 1  | 90  | 1  | 0     | 1      | 0-3    | 0 | 0 |
| #  | Nombre             | Posición      | PJ | Min |    | Prom. | Atajos | Faltas |   |   |
| 1  | Dragoslav Jevrić   | Portero       | 3  | 270 | 10 | 3,33  | 14     | 0-0    | 0 | 0 |
| 12 | Oliver Kovačević   | Portero       | 0  | 0   | 0  | 0     | 0      | 0-0    | 0 | 0 |
| 23 | Vladimir Stojković | Portero       | 0  | 0   | 0  | 0     | 0      | 0-0    | 0 | 0 |

## Curiosidades
- La selección de Serbia y Montenegro es, hasta el momento, el único equipo que ha participado en la fase final de la Copa Mundial de Fútbol representando a un país inexistente. Tras la independencia de Montenegro el 3 de junio, Serbia declaró la disolución oficial de la unión de Serbia y Montenegro el 5 de junio de 2006, cuatro días antes del inicio del torneo. Por disposiciones de la FIFA, sin embargo, el equipo debió mantener su denominación.
- De los 22 jugadores, sólo 1 era montenegrino: el arquero Dragoslav Jevrić. El lesionado Mirko Vučinić también provenía de la recién independizada república.
- Serbia y Montenegro fue el único país que presentó solamente 22 jugadores (1 menos que el máximo permitido). De éstos, 6 jugaban en la liga local: 3 en el Estrella Roja y 3 en el Partizan.
- Durante las clasificatorias, Serbia y Montenegro fue el país con menos goles en contra (sólo 1 durante su visita a Madrid). Irónicamente, fue el equipo más goleado del torneo (con 10 tantos, incluyendo 6 únicamente en el partido ante Argentina)